# Super-8
|  | Per a altres significats, vegeu «Super 8 (desambiguació)». |

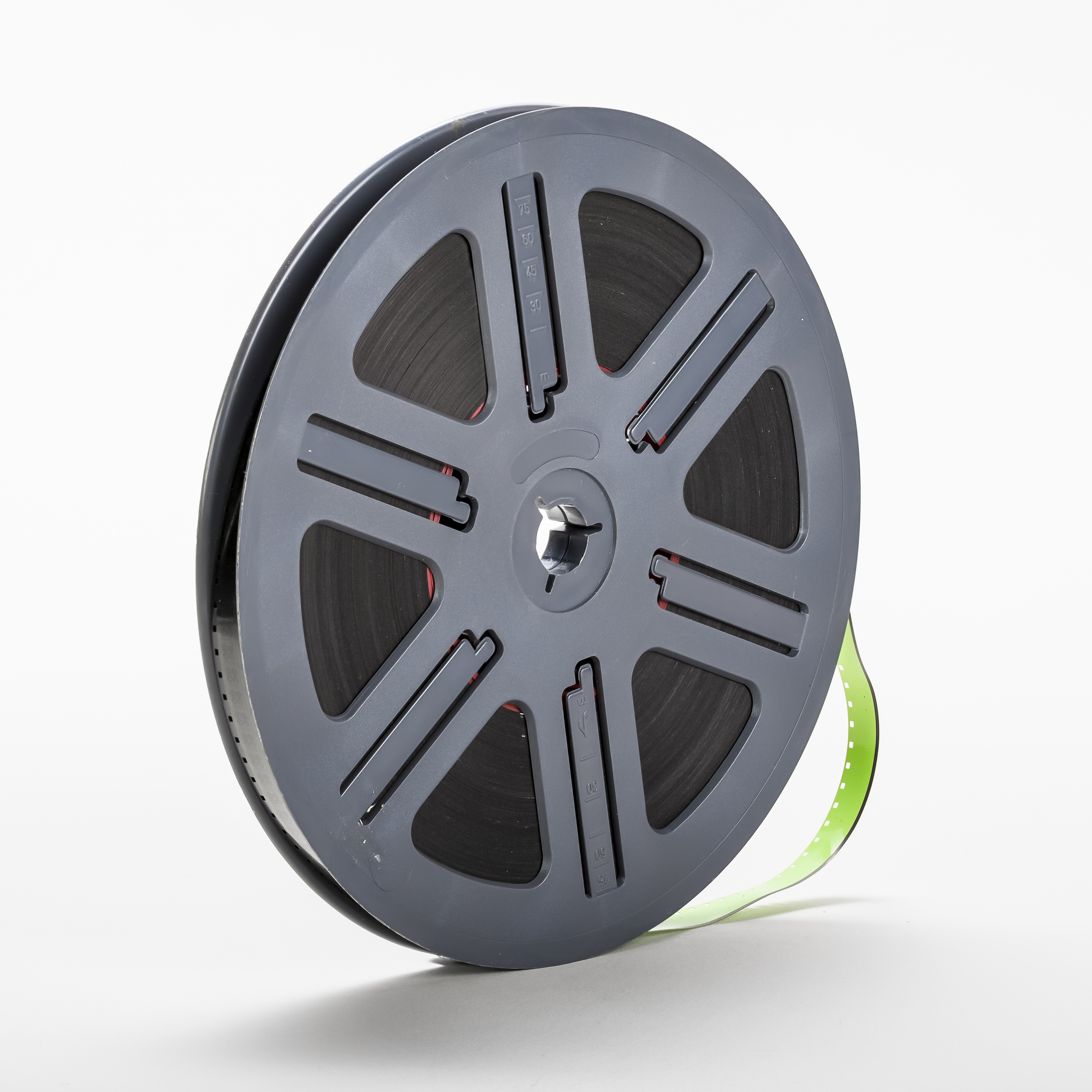
Bobina de pel·lícula super-8

Super-8 (super 8 en anglès) o súper-8 és un format de pel·lícula cinematogràfica que fa servir un pas de 8 mm. Es tracta d'una evolució del format Doble 8, el pas és el mateix, però la distribució entre àrea impressionada i perforació (així com les diferències de mida de les dues) és diferent.
Va néixer pensat per al mercat domèstic, encara que en mans d'aficionats i de modestos cineastes va assolir un gran nivell. Amb l'arribada dels nous sistemes de registre d'imatges sobre cinta magnètica (el que comunament anomenem "vídeo") va caure en picat el seu ús. Però actualment ha cobrat nova vida, entre curtmetratgistes i vídeo artistes per obtenir una estètica diferent del vídeo.

## Història

### 1932 - Antecedents
El 1932 Eastman Kodak va llançar un nou format de cinema anomenat "Ciné Kodak Eight" o "8 Estàndard", l'ample seria de 8 mm. Va ser posat al mercat per a ús domèstic, per posar a l'abast d'una classe benestant la possibilitat de fer pel·lícules familiars. Per abaratir el preu de la pel·lícula i fer una bona competència a altres formats domèstics, es va partir de la pel·lícula de 16 mm, que havia aparegut el 1923. La idea era dissenyar una càmera que filmés sobre la meitat de la pel·lícula de 16 mm. Quan s'acabava de filmar aquesta meitat de pel·lícula, es treia el rotlle filmat i se li donava la volta per impressionar l'altra meitat. La pel·lícula venia en rotllos de 7,5 metres de llarg. Llavors es portava el rotllo al laboratori i, després del revelat, es tallava la pel·lícula per la meitat al llarg. Després s'empalmava un extrem amb un altre i quedava una bobina de 8 mm d'ample i de 15 m de llarg. És per aquest motiu que a aquest format de 8 mm se l'anomena també popularment "Doble 8". També és comú anomenar "8 Normal" o "8 Senzill". Aquesta idea d'usar pel·lícula de 16 mm, permetia usar la mateixa maquinària per revelar que la utilitzada per a 16 mm, abaratint els costos i fent-la més competitiva respecte d'altres formats.

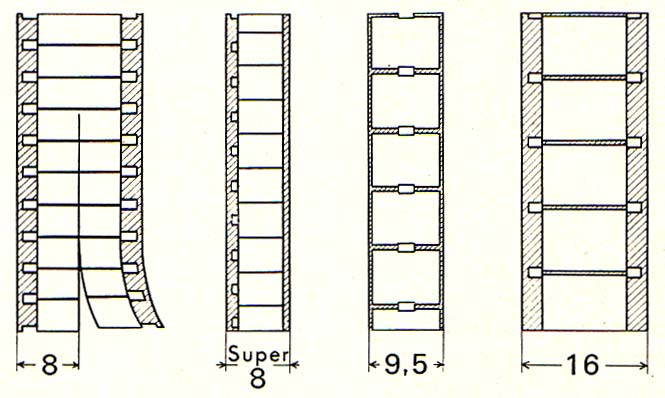
Els formats subestàndard més populars.

La mida del quadre del Doble 8 és 4,37 x 3,28 mm, i 1 metre de film conté 264 fotogrames. La perforació era de la mateixa mida que la de 16 mm. I el quadre era de gairebé la meitat d'ample que la d'aquest format del qual va derivar. Aquesta raó és la que va determinar les característiques del doble 8. La cadència de filmació era de 16 fps (fotogrames per segon). Aquesta cadència era la comuna del cinema mut professional. Que després, amb l'adveniment del cinema sonor de tipus òptic i per qüestions tècniques d'aquest sistema de so, va augmentar a 24 fps.
El pas 8 mm era defensat per l'Eastman Kodak, encara que va tenir molt bons competidors com el 9,5 mm, ideat per la casa francesa Pathé Frères. Aquest format va ser el primer veritablement popular i va ser tret al mercat el 1923. Cal destacar d'aquest format que va ser molt apreciat (i encara avui es fa servir) el fet que la perforació és central, entre fotograma i fotograma. Aquest fet permet que l'aprofitament de l'ample la pel·lícula sigui superior. Sobre una pel·lícula de 9,5 mm d'ample, el quadre impressionat és de 6,2 x 8,2 mm.
La història dels formats subestàndard (entenent com a estàndard el 35 mm) és llarga i variada. Van ser molts els formats llançats als consumidors, encara que només han quedat com supervivents: el 16 mm, 9,5 mm, el super-8, el Doble 8.

### 1965 - Naixement
A principis dels anys 60 la companyia Eastmann Kodak va desenvolupar el format super-8. Aquest desenvolupament pretenia aconseguir una evolució del format de 8 mm.

#### Super-8
L'abril de 1965 l'Eastman Kodak va introduir al mercat una nova i millorada versió del format de 8 mm que va anomenar "super 8". El va anomenar «super» a causa dels superiors avantatges que oferia la reformulació del format de 8 mm. Va ser creat per posar a l'abast de més consumidors la possibilitat de filmar les seves escenes familiars. Amb això, aquesta companyia aconseguiria un major ús de pel·lícula i un augment de les vendes. Amb aquesta finalitat es va idear un sistema que fes que filmar fos una tasca senzilla i que oferís major qualitat d'imatge.

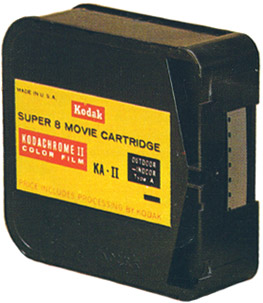
Cartutx de super-8, Kodachrome II A, la primera emulsió apareguda

- Augment de la definició: El primer va ser optimitzar el format de doble 8 per aconseguir imatges de més qualitat, la qual cosa es va fer reduint l'espai destinat a la perforació i augmentant el quadre impressionat: la mida del quadre va millorar gairebé en un 50%. Pensem que el Doble 8 té un quadre de 3,68 x 4,88 mm (17,96 mm2) i el de super-8 un quadre de 4,22 x 5,63 mm (23,76 m2).
- Cartutx de posar i treure: Al costat d'això es va pensar a facilitar la càrrega de la pel·lícula. Per a això es va introduir la pel·lícula en un cartutx amb capacitat per a 15 metres. D'aquesta manera, s'evitava el destorb d'utilitzar la pel·lícula verge que requeria certs dots per enfilar a la cambra i es reduïa el perill de vetllat de les imatges.
- Simplificar l'elecció de pel·lícula: Un altre avanç va ser alliberar l'usuari dels diferents tipus de pel·lícula que hi havia a disposició dels aficionats al Doble 8. Es va estandarditzar l'ús d'una pel·lícula de 40 ASA equilibrada per llum interior (tipus A). La primera emulsió va ser la pel·lícula de color Kodachrome II, que es va convertir en l'estàndard.
- Automatització de tasques: Filtre de Llum de Dia. Per evitar els problemes de filtres en els aficionats, va ser incorporat de sèrie un filtre Wratten 85A (color ambre) a l'interior de les càmeres. El filtre apareixia sempre interposat entre l'objectiu i la pel·lícula, ja que la pel·lícula estàndard era per llum interior. L'usuari filmava tranquil·lament en exteriors, sabent que la pel·lícula quedaria bé exposada pel que fa a color. Però quan es volia fer una presa en interiors, el filtre havia de quedar desactivat. En introduir una torxa a la ranura situada a la part superior de la càmera, un mecanisme desplaçava el filtre. A més es va crear un mecanisme a la cambra que, quan s'introduïa un cartutx de llum de dia a la cambra, el filtre quedava desarmat. Els cartutxos per interior tenien una osca que no desarmava el filtre.
- Automatització de tasques: Sensibilitat de l'emulsió. Una altra millora per facilitar la presa d'escenes va ser automatitzar el diafragma de les càmeres amb un sistema de cèl·lula fotoresistències de Sulfur de Cadmi. D'aquesta manera, l'aficionat s'oblidava de les taules d'exposició, ja que la càmera pensava per ell. A més, per evitar que l'usuari hagués d'informar a la cambra de la sensibilitat de la pel·lícula, es va automatitzar aquesta acció. Es va idear un sistema d'osques fetes sobre el cartutx que, d'una manera mecànica, informava la càmera de la sensibilitat de la pel·lícula.
- Automatització de tasques: Procés fotogràfic. Amb la idea de facilitar les coses, l'Eastman Kodak va arribar a crear una osca per indicar al laboratori fotogràfic el tipus de procés a utilitzar. (Vegeu aquest article: Super-8 SMPTE).

La primera càmera que va aparèixer va ser la Kodak Instamatic M2 i el Kodak Instamatic M4. Ambdues estaven proveïdes d'un objectiu Kodak Ektanar de 13 mm de distància focal. La M2 tenia un control de l'exposició manual i una obertura focal de f/2.2. Mentre que la M4 tenia un control automàtic de l'exposició mitjançant una cèl·lula CdS i una obertura focal de f/1.9. Cap estava proveïda d'objectiu rèflex.

#### Doble super-8
Juntament amb el super-8, l'Eastman Kodak va llançar el Doble super-8. La idea era la mateixa que per al Doble 8. La pel·lícula era de 16 mm d'ample encara que amb les perforacions de super-8. Un cop filmada per una meitat i de l'altra, es revelava i es dividia en dos. La casa encarregada de fer càmeres per aquest sistema va ser la companyia francesa Pathé Frères, competidora de l'Eastmann Kodak, però que amb el temps va ser comprada per aquesta. Eren càmeres pensades per a aficionats que buscaven una major qualitat d'imatge i preparades per utilitzar rotlles de fins a 120 metres de pel·lícula.
La primera càmera per a aquesta variant de super-8 va ser la Pathé DS8/BTL Professional Reflex, que disposava d'una torreta triple d'objectius intercanviables. La muntura era de tipus C i els objectius estàndards eren Angenieux f/1.9 8–64 mm yf/1.2 6–90 mm. L'obturador era variable i es podien tancar per sectors. La cadència de filmació arribava fins als 80 fps (fotogrames per segon).

#### Single 8
Al costat del super-8 de l'Eastman Kodak, una altra companyia va idear un sistema similar, però amb algunes diferències en el sistema de cartutx. Es tracta de la companyia japonesa Fuji Photo Film, qui va fer aparèixer el 1966 el seu sistema batejat com "Single 8". En un principi, aquesta casa fotogràfica va idear el sistema de cartutx per a la pel·lícula de doble 8 però de només 8 mm d'ample. El terme de "single 8" ja havia estat utilitzat en el passat i es feia servir per a aquelles càmeres que, en comptes d'usar una bobina amb pel·lícula de 16 mm d'ample, usaven un cartutx amb pel·lícula de 8 mm d'ample. 

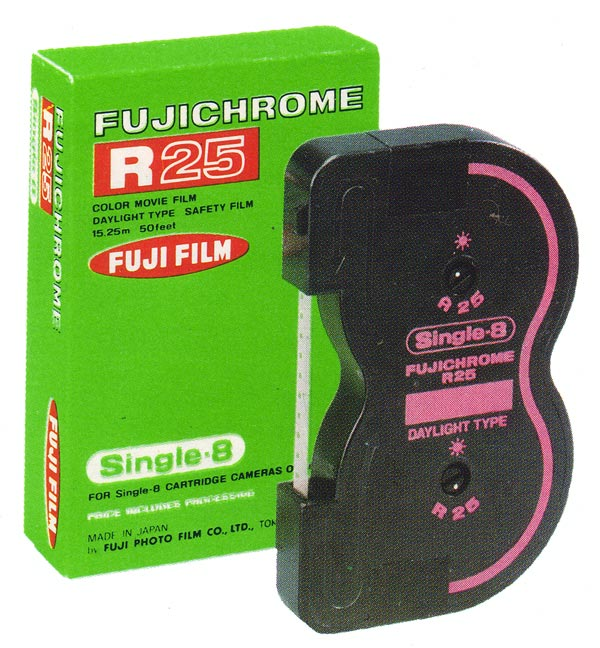
Cartutx de Single 8, Fujochrome R25

La primera càmera amb pel·lícula de 8 mm d'ample va ser fabricada per la Bell & Howell: la Bell & Howell 127 A. I al sistema se li va dir "Straight 8". El 1936 la Universal Camera Corporation va posar a la venda la càmera Univex A-8. Tenia un cartutx que contenia 9 metres de pel·lícula fabricada per la Gevaert de Bèlgica. El sistema va ser anomenat "Single 8" o "Straight 8". Més tard, el 1939, la Revere Camera Company va presentar una càmera que també feia servir un cartutx amb pel·lícula de 8 mm d'ample: el Revere C8 Super Eight. El 1947, la Briskin Camera Corporation va llançar la càmera Briskin 8. Altres fabricants van crear càmeres per pel·lícula de 8 mm d'ample, encara que la majoria es va decantar per la bobina amb pel·lícula de 16 mm.
El nom "single 8" va quedar fixat per contraposar al "double 8". Amb aquests antecedents, la Fuji Photo Film estava en la tasca d'idear un bon sistema de cartutx i omplir amb pel·lícula de doble 8 però de només 8 mm d'ample. A aquest sistema en diria "Single 8". Però quan l'Eastman Kodak va llançar el format de super-8, van decidir de posar en els nous cartutxos ideats per Single 8, pel·lícula de super-8.
La diferència entre el Super-8 i Single 8 està en la manera d'encartutxar la pel·lícula. l'Eastman Kodak, en el seu afany per simplificar l'ús de la pel·lícula, va fer uns cartutxos on la pel·lícula corria entre dues bobines posades de manera coaxial: una col·locada al costat de l'altra. A més, en usar aquesta companyia suport de triacetat, potser si hagués posat les bobines una damunt d'una altra com en un casset, li hauria quedat un cartutx alguna cosa gran. La idea era que la càrrega de la pel·lícula a la cambra es carregarà de la manera més fàcil possible. D'altra banda, Fuji Photo Film va fer servir per la seva pel·lícula suport de polièster (molt més prima i resistent) i va idear uns cartutxos tipus casset, on les bobines eren una damunt d'una altra.
El sistema de cartutxos de la Fuji Photo Film va ser millor pensat. Com virtuts es pot dir que, mentre amb el sistema super-8 no es podia rebobinar, amb el sistema Single 8 existia la possibilitat de filmar tota la pel·lícula marxa enrere. No va ser fins a finals dels 60 que la casa Bauer no va treure una càmera capaç de rebobinar uns 90 fotogrames, amb la idea de poder fer fosos o sobreimpressions. A més d'això, en les càmeres de Single 8 la pel·lícula estava ben fixada a la finestreta d'exposició mitjançant un plat pressor, cosa que no permetia el sistema de super-8. El resultat és que la nitidesa de les imatges preses amb una càmera de Single 8 era més gran. A part hi ha el continu vaivé lateral de la imatge en super-8. (Vegeu aquest article: Single 8).
Aquest sistema va ser recolzat en un principi per altres companyies fabricants com Elmo, Canon, Konica o Yashica. Hi va haver també pel·lícula fabricada al principi per Agfa Gevaert i durant força temps per Sakura. Encara que a causa del pes a escala mundial de l'Eastmann Kodak, amb la seva capacitat de dur pel·lícula on fora, es va decantar la balança cap al seu sistema.
Les primeres emulsions per Single 8 van ser 4 pel·lícules inversibles: Fujichrome R25 (color, equilibrada per llum de dia), Fujichrome RT50 (color, equilibrada per llum interior), Neopan R50 (b/n), Neopan R200 (b/n). La primera càmera va ser la Fujica P1 que posseïa un objectiu Fujinon f/1.8 11,5 mm. Tenia un sistema automàtic d'exposició.

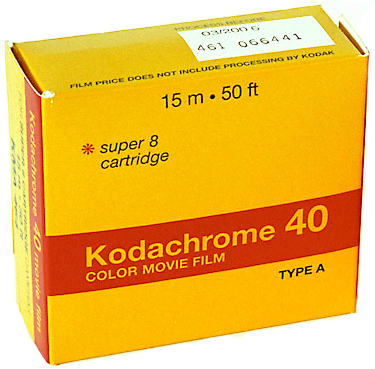
Kodachrome 40A

### 1970 - Apogeu
Durant els anys '60 el super-8 es va anar obrint mercat entre els aficionats i el públic en general. El lema de l'Eastmann Kodak era que "filmar era fàcil". El super-8 competia amb altres formats subsestàndard, principalment amb el del seu mateix pas, el Doble 8. Però també amb els defensors del 9,5 mm, que es mantenien fidels a un format que l'Eastman Kodak s'havia encarregat de gairebé fer desaparèixer.
Cap al 1974, Eastman Kodak va millorar la pel·lícula Kodachrome II A, i va ser substituïda pel Kodachrome 40 A. Juntament amb aquesta millora es va canviar el procés de revelat, que va passar de ser el K-12 al K-14.

#### Ektachrome 160

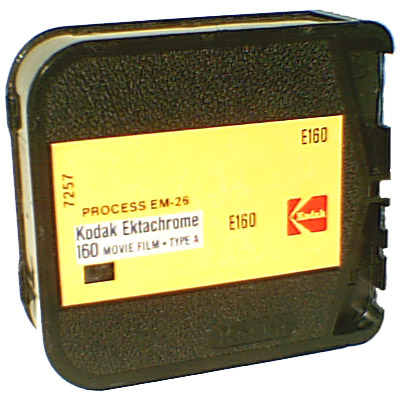
Cartutx mut de super-8

Va ser a partir dels 70 que l'expansió del super-8 va ser prodigiosa. Van aparèixer un munt de càmeres i projectors, amb un munt de millores tècniques. El 1971, l'Eastman Kodak va treure al mercat pel·lícula amb una sensibilitat de 160 ASA i equilibrada per llum interior: l'Ektachrome 160 A. I al costat d'aquesta nova pel·lícula tota una gamma de càmeres trucades XL, dotades d'un obturador superior a 160 graus. Cal tenir en compte que l'obturador tradicional té una secció d'exposició no major de 160 graus. I les noves càmeres, com a mínim, disposaven de sectors de 210 graus. A més la lluminositat de l'objectiu era de f/1.1, superior a la f/1.8 de càmeres. Unida la pel·lícula de major sensibilitat a la càmera amb més capacitat de captar la llum, les feien ideals per a interiors, perquè l'aficionat no es trobés amb decebedors resultats filmant escenes d'aniversari, casaments, etc. La primera càmera que va aparèixer al mercat va ser el Kodak XL 10, amb un objectiu Ektar f/1.2 9 mm. Una càmera de gran lluminositat i d'una distància focal curta ideal per escenes d'interior on els espais són petits. Un parell d'anys després va aparèixer una nova pel·lícula de 160 ASA per a aquestes càmeres: l'Ektachrome 160 G. La diferència entre aquesta i l'altra està en un nou tipus d'emulsions batejades amb la lletra "G" que servia tant per interiors com per exteriors, sense necessitat de filtres.

#### El so directe
Una altra innovació va ser l'accés a la filmació sonora per part de la massa d'aficionats. El 1975 Eastman Kodak va treure al mercat pel·lícula sonora (pel·lícula precipitada amb una banda magnètica adherida al lateral) amb una gamma de càmeres dotades de micròfon i un capçal de gravació. Fins ara, els que volien recollir el so en directe havien de portar un magnetòfon i sincronitzar amb la càmera. Aquest magnetòfon s'encenia quan es disparava el gallet de la càmera. I s'apagava quan es deixava de prémer aquest gallet.

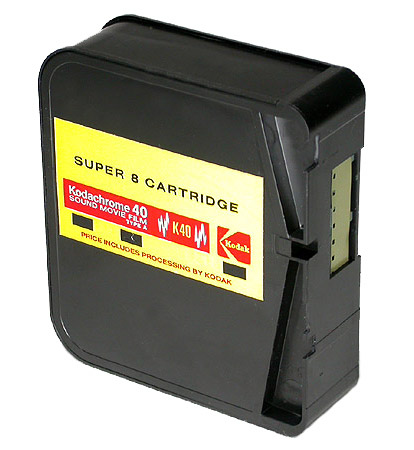
Cartutx sonor de super-8

 Hi havia una sincronia. Després, en projectar la pel·lícula se sincronitzava el projector amb el magnetòfon. Una altra possibilitat era pista la pel·lícula, és a dir, Ader una banda magnètica al lateral de la pel·lícula i passar el so de la cinta magnètica del magnetòfon a la pista de la pel·lícula. Hom coneix aquest sistema com a sistema doble (double system en anglès).
Les noves càmeres que va treure la companyia fotogràfica al mercat eren capaços de recollir el so i gravar sobre una pista de so magnetitzable que discorria pel lateral de la pel·lícula. El nou cartutx amb pel·lícula prepistada era una mica més gran que el tradicional, i tenia una part dissenyada per encaixar en el cabezalmagnético de les noves càmeres sonores. Els nous cartutxos sonors tenien la mateixa capacitat que els muts: 15 metres. I es van dissenyar de tal manera que les càmeres sonores acceptaven també cartutxos muts. A aquest sistema se li va anomenar sistema simple (single system en anglès). Aviat aquest sistema va ser imitat per la Fuji Photo Film, que va treure càmeres sonores i pel·lícula prepistada. La primera càmera sonora va ser el Kodak Ektasound 130, que funcionava amb 6 piles AA de 1.5V per l'arrossegament de la pel·lícula i d'una pila de 9V per fer funcionar l'amplificador de so.
Cal dir que, tant el sistema Kodak com el Fuji per recollir el so en la mateixa pel·lícula, tenien un decalatge entre la finestreta d'exposició i el capçal magnètic de registre que era menor que l'existent entre la finestreta del projector i el capçal magnètic de reproducció. Aquest detall es rectificava al laboratori, ja que una vegada revelada la pel·lícula es regravava al decalatge de projecció.

#### Cartutxos de 60 metres
El 1975, també la companyia Eastman Kodak va fer una altra innovació: va crear cartutxos amb capacitat de 60 metres de pel·lícula. Per a això va treure una gamma de càmeres que permetien enfilar el nou cartutx, la pel·lícula estava prepistada. Van ser poques les companyies que van treure càmeres per a aquests nous cartutxos. I l'Eastman Kodak va ser l'única que va defensar aquests cartutxos, ja que no hi va haver cap altre fabricant de pel·lícula que li seguís.

#### Sistema Polavisión
El 1978, la companyia Polaroid va voler portar el seu èxit en la fotografia instantània a la cinematografia. El sistema es va anomenar Polavisión i es va crear una pel·lícula que després de l'exposició s'autorevelaba. La pel·lícula es va ficar en un cartutx especial de tipus cassette que passava de la càmera al projector. La companyia del Dr. Edwin H Land va encarregar la construcció de la càmera i del projector a la casa austríaca Eumig. Els resultats van ser molt pobres i, encara que permetia veure el filmat després de cinc minuts de autorevelado, no va tenir èxit. La primera emulsió va ser la Polaroid Polavision 608.
La qüestió va ser que van arribar tard al mercat i la qualitat era decebedor. No van aportar res rellevant i s'acostaven els sistemes de videogravació. És de destacar, que la Polaroid no va complir els seus compromisos comercials amb l'Eumig i li va crear un forat comptable que pocs anys després passaria factura als austríacs.

### 1980 - Declivi
Al començament dels anys 80, les càmeres de 8 mm van ser desplaçades per les de vídeo. Aquest nou sistema d'enregistrar imatges escombrar en poc temps a la cinematografia d'aficionat. A partir de l'any 1981, poques van ser les càmeres noves tretes al mercat. Es va fer algun esforç notable amb l'aparició d'una generació de càmeres Auto Focus, que automatitza el fet d'haver d'enfocar els objectes filmats.
En breu temps van tancant o reconvertir les fàbriques de càmeres i projectors per a super-8. Més enllà de l'any 1983, van quedar testimonialment algunes fàbriques que seguien produint. Pensem en les càmeres i projectors Beaulieu. I també a les cambres Zenit Quarzo, la Kinoflex va ser manufacturada fins al 1993.

### 1990 - Supervivència
Durant els 90 es deixen de produir prou emulsions per super-8. Les principals cases de pel·lícula cessen la producció. El 1994, l'Agfa Gevaert, la segona fàbrica de pel·lícula després de l'Eastman Kodak, deixa de fabricar la pel·lícula Moviechrome 40. Es tracta d'una emulsió de qualitat que amb el pas dels anys la Agfa Gevaert va anar millorant. El 1997, Eastmann Kodak va deixar de fabricar cartutxos sonors. Però, d'altra banda, va treure una nova emulsió molt apreciada: l'Eastman Ektachrome VNNF. És meritori que la creadora del format no cessés de fabricar pel·lícula. Una de les raons és que com a fabricant de material sensible, veu el super-8 com el trampolí dels incipients cineastes cap al 35 mm.
D'altra banda, la Fuji Photo Film segueix proporcionant al mercat material la Single 8.

### 2000 - Ressorgiment
El 2005 va cessar la fabricació de la pel·lícula Kodachrome 40, la qual cosa va ser una gran pèrdua, ja que ha estat una de les millors emulsions mai creades. Aquest mateix any va sortir al mercat la Ektachrome 64T, amb la idea que es convertís en la pel·lícula d'ús comú entre els aficionats. Al costat d'aquesta van aparèixer dues emulsions més i de tipus negatiu: el Kodak Vision 200T i el Kodak Vision 500T. Era la primera vegada que l'Eastman Kodak treia pel·lícula negativa, seguint els passos del laboratori californià Pro8mm.

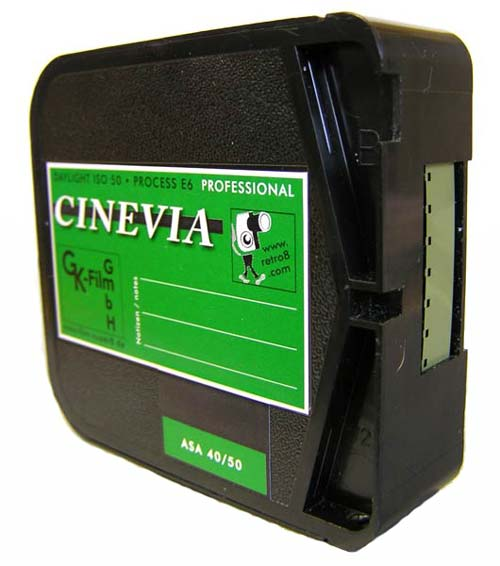
Cartutx de Cinevia

Van ser molts els que fins avui han mantingut la flama del super-8 encesa. Actualment són utilitzades en les escoles de cinema, vídeos musicals, publicitat i vídeo-art. Amb l'interès creixent, s'han posat noves emulsions a l'abast dels aficionats, al marge dels dos grans fabricants de pel·lícula. D'una banda s'han comprat estocs de pel·lícula 35 mm a aquests i en laboratoris especialitzats s'ha retallat i encartuchado: Pro8mm (Usa), Cinevia (Alemanya), Wittner Cineteca (Alemanya), Retro Films (Japó). I de l'altra, cases que es creien mig desaparegudes com Foma (Txèquia) i Orwo (Alemanya) han mantingut el tipus.
Un esforç recent és el que arriba des del centre d'Europa. L'any 2006 va aparèixer la possibilitat que els aficionats al super-8 poguessin filmar amb l'emulsió Fujichrome Velvia 50 de la Fuji Photo Film. Per això la companyia alemanya GK-Film GmbH compra estoc al fabricant japonès i en els laboratoris holandesos Super8 Reversal Lab retallen la pel·lícula, la perforen i l'encartutxen.
Actualment, cal destacar el paper de Wittner Cineteca d'Alemanya. Aquesta casa ha posat bastant emulsió en circulació més enllà del cartutx clàssic. I a disposició dels amants del Doble super-8 o del doble 8 han proporcionat la millor emulsió disponible.

#### Super Duper 8, MAX 8
Seguint la idea del format Super 16 mm, s'han fet propostes per ampliar el fotograma i apaïsat. De 2002 hi ha la proposta Mitch Perkins amb el Super Duper 8. I de 2005 hi ha la proposta del laboratori Pro8mm de Califòrnia amb el format Max8. Per a això, modifiquen la finestreta de la càmera per exposar la part de la pel·lícula destinada a la pista de so. Amb això s'obté un fotograma panoràmic de ràtio 16:9.

## Pel·lícula

### Pas i format
La pel·lícula super-8 té una amplada de 7,98 mm, anomenat "pas". Les perforacions d'arrossegament estan disposades en un sol costat i hi ha una per fotograma. Aquestes perforacions són més petites que les de l'antiga pel·lícula de 8 mm, el Doble 8, permetent una major àrea d'exposició (al voltant d'un 50% superior). La imatge impressionada o quadre en el Doble 8 és de 3,68 x 4,88 mm, mentre que per al super-8 és de 4,22 x 5,63 mm.

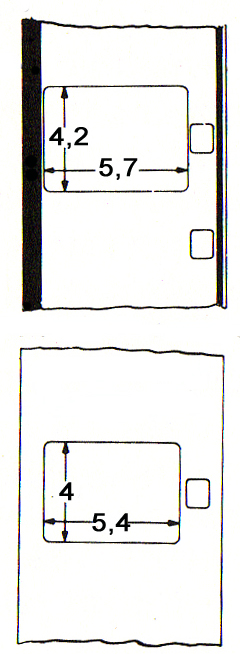
Àrea impressionada i àrea projectada

La diferència de mida del quadre i de la perforació i la diferència en la distribució d'aquestes, és el que determina un format. Així doncs, en cinematografia hi ha dos formats per a un mateix pas de 8 mm.

### Àrea d'impressió i àrea de projecció
És important saber que mentre l'àrea disponible sobre la pel·lícula per impressionar la imatge és de 4,2 x 5,7 mm, la finestreta de projecció és de 4 x 5,4 mm. (Vegeu aquest article: Super-8 SMPTE).

### Suport
Eastman Kodak va fer la majoria de la seva pel·lícula cinematogràfica en super-8 amb suport de triacetat. Mentre que, en el sistema en Single 8, Fuji Photo Film va decidir fer-ho sobre suport de polièster, ja que en ser més fi, permetia reduir la mida dels cartutxos. Amb el temps, s'ha demostrat que el suport de polièster és molt millor, ja que s'ha revelat vital per a la supervivència de les pel·lícules, a resistir molt millor el pas del temps. Pensem en la inestabilidad del suport de triacetat si està mal emmagatzemat a temperatures superiors a 20 graus i a una humitat relativa superior al 50%, la qual cosa produeix la malaltia del vinagre.
La realitat va ser que gairebé tota la pel·lícula fabricada per al sistema super-8, va ser feta amb suport de triacetat. Encara que no sempre va ser així, ja que hi ha alguna excepció. La companyia fotogràfica americana també va treure pel·lícula en suport de polièster, com és el cas de la Kodak MFX, pensada per a la seva càmera de vigilància Kodak Analyst. En ser fabricada la pel·lícula en polièster, els cartutxos de Kodak MFX contenien 30 metres i no 15 com era normal. També cal tenir en compte que la multinacional 3M va fabricar pel·lícula en polièster per al sistema super-8. A Europa ho va fer amb la casa italiana Ferrania, la qual havia adquirit a principis dels '60. I a Usa, sota la casa Dynacolor, que també havia adquirit en aquella dècada.

### Cadència
La cadència de filmació del super-8 va ser de 18 fotogrames per segon. 2 més que la cadència del Doble 8, la qual venia donada des dels principis del cinema, que eren 2 voltes per segon de 8 fotogrames cadascuna. Amb el pas del temps, es va acostar la velocitat de filmació als 24 fps del cinema professional. I per a les noves càmeres sonores que van aparèixer cap a 1975, es va triar aquesta última.

### So

#### Decalatge entre imatge i so
La diferència entre la imatge i el so és de 18 fotogrames, estant el so registrat abans que la imatge. D'aquesta manera, el capçal de so es troba en diferent posició a la finestreta de projecció.

#### So òptic
A la cinematografia amateur, hi va haver dos sistemes de so: l'òptic i el magnètic. El sistema òptic està gravat en la mateixa pel·lícula en una banda o pista lateral que discorre al llarg del film. Es tracta d'una transformació dels polsos de so en elèctrics i dels elèctrics en lumínics.
Quan es grava una pel·lícula, les ones sonores són transformades en polsos lumínics mitjançant un llum projectat sobre el lateral de la pel·lícula. Aquests pols deixen sobre l'emulsió un seguit de clarobscurs gravats. A l'hora de projectar, es fa passar una llum pel lateral i es transformen els polsos lumínics generats en elèctrics i aquests en sonors. El sistema òptic es va reservar per a les pel·lícules comercials llistes per projectar. La raó va ser que era difícil fabricar una càmera de petites dimensions que contingués un feix de llum capaç de registrar el so. A més, pensem que la pel·lícula venia dins d'un cartutx. Tot i així, la Fuji Photo Film va fer per Single 8 una càmera capaç de registrar el so en el sistema òptic, la Fujica ZS 400.
Hi va haver pocs projectors amb la possibilitat de reproduir el so òptic. Doncs els fabricants es van inclinar pel sistema magnètic pels seus avantatges.

#### So magnètic
El sistema magnètic es va imposar per ser de fàcil ús. Aquest sistema consistia a enregistrar el so sobre una pista o banda magnètica de 0,8 mm que discorre al llarg del lateral de la pel·lícula. Mitjançant una cola s'adheria una banda magnètica prima entre la vora i el quadre impressionat. El sistema és com l'usat en les cintes de casset. Es tracta de traslladar les vibracions sonores en elèctriques. I aquestes, al seu torn, en variacions d'imantació que queden gravades sobre una pel·lícula fina que conté ferro en la seva composició.
Aquest sistema té molts avantatges. El primer és que el so es podia registrar fàcilment sobre un magnetòfon de cinta o de tipus casset. Aquest magnetòfon podia anar sincronitzat amb la càmera mitjançant un cable. Hi va haver diversos sistemes per realitzar aquesta sincronització. Un altre avantatge és que es tenia el so gravat a part i es podia treballar amb aquest tallant i unint tal com es fa amb la pel·lícula cinematogràfica. En el sistema òptic, si seccions la pel·lícula, seccions la pista de so. I, en ser de tipus magnètic, permetia regravar la pista. I, també, realitzar sobreimpressions de veu sobre una impressió abans realitzada amb una música de fons.

##### Double-System
El sistema doble de gravació de so consisteix en la gravació amb un magnetòfon sincronitzat amb la càmera. Va ser el primer sistema usat. Un cop gravat el so en una cinta magnètica a part, hi havia dues possibilitats. O gravar el so sobre una pista magnètica Ader al lateral de la pel·lícula. O reproduir el so en un magnetòfon sincronitzat amb el projector. Al principi del super-8, pocs eren els projectors que permetien l'enregistrament i reproducció del so. I molts els que tenien el dispositiu de sincronització.
El primer sistema de gravació sincronitzada per super-8, ve de la mà de la casa americana Bell & Howell. Va crear un sistema anomenat Filmosound i que consistia en una càmera sincronitzada a un petit magnetòfon de tipus compact-casset. Després, a principis dels '70, la casa americana Super8Sound va adaptar magnetòfons de gamma alta per ser sincronitzats amb les càmeres. I va crear un estàndard de gravació diferent fins al llavors usat a base d'un senyal generat per un cristall de quars.

##### Single-System
Una segona manera d'enregistrar el so sobre suport magnètic va ser possible a partir de 1974, quan l'Eastmann Kodak va treure càmeres capaces de filmar i gravar el so en la mateixa pel·lícula. Per això va fabricar una nova generació de càmeres amb sistema de presa i enregistrament de so, i un nou tipus de cartutxos d'unes dimensions una mica més grans que contenien pel·lícula amb la pista magnètica ja adherida. Aquests cartutxos tenien una zona del cartutx oberta amb la pel·lícula al descobert. En aquesta obertura el capçal de so oprimia la pel·lícula per poder gravar els impulsos magnètics a la pista de so. Per això la pel·lícula venia prepistada. Les primeres càmeres sonores van ser la Kodak Ektasound 130 i la Kodak Ektasound 140.
Aquest sistema de so ja havia estat experimentat en el format Doble 8. A principis dels '60 la casa Fairchild fabricar una càmera anomenada Cinephonic capaç de gravar sobre pel·lícula prepistada amb una banda magnètica.
Per facilitar la creació de pel·lícules sonores familiars, hi va haver en el mercat pel·lícula prepistada en cartutxs muts de super-8. D'aquesta manera, l'aficionat s'evitava dur a pista la pel·lícula una vegada revelada.

### Les emulsions
Amb super-8 apareix la millor emulsió fabricada de la mà del creador del format. El 1965 l'Eastman Kodak va proposar com a estàndard la Kodachrome IIA, que després va ser millorada a principis dels anys '70. D'entre les emulsions per super-8, destaquen les següents:
- 1965, Kodachrome II A, 40 ASA, A, reversible, procés K12, Su8.
- 1965, Kodachrome II A, 25 ASA, D, reversible, procés K12, només per DS8.
- 1965, Agfa Agfacolor CK 17, 40 ASA, A, reversible, Su8.
- 1965, Agfa Agfacolor CT13, 16 ASA, D, reversible, Si8.
- 1965, GAF Moviechrome II, 40 ASA, A, reversible, Su8.
- 1965, Dynachrome 40 A, 40 SA, A, reversible, Su8.
- 196?, Sakuracolor 40 A, 40 ASA, A, reversible, Su8.
- 196?, Perutz Peruchrome, 40 ASA, A, reversible, Su8.
- 1966, Fujichrome R25, 25 ASA, D, reversible, Si8.
- 1966, Fujichrome RT200, 20 ASA, A, reversible, Si8.
- 1967, Kodak 4-X, 400 ASA, b/n, reversible, Su8.
- 1971, Kodak Ektachrome 160 A, 160 ASA, A, reversible, Su8.
- 197?, Eastman Ektachrome Commercial, 25 ASA, A, reversible, només per DS8.
- 1974, Agfa Agfachrome, 40 ASA, A, reversible, Su8.
- 1974-5, Kodachrome 40, 25 ASA, A, reversible, procés K14, Su8/DS8.
- 1974-5, Kodachrome 25, 25 ASA, D, reversible, procés K14, només per DS8.
- 197?, Kodak Plus-X 7276, 40 ASA, b/n, reversible, Su8/DS8.
- 197?, Kodak Tri-X 7278, 160 ASA, b/n, reversible, Su8/DS8.
- 1974, Kodak Ektachrome EF, 125 ASA, B, reversible, Su8/DS8.
- 1975, Kodak Ektachrome SM, 160, B, reversible, Su8/DS8.
- 1978, Polaroid Polavision 608, 40 ASA, D, reversible, Sistema Polavisión.
- 1982, Kodak Ektachrome 160 A New, 160 ASA, A, reversible, Su8, procés EM-26.
- 1997, Eastman Ektachrome VNF, 125 ASA, B, reversible, Su8.
- 2004, Kodak Vision2 200T, 200 ASA, B, negativa, Su8.
- 2004, Kodak Vision2 500T, 500 ASA, B, negativa, Su8.
- 2006, Kodak Ektachrome 64T, 64 ASA, B, reversible, Su8.
- 2006, Kodak Plus-X 7265, 100 ASA, b/n, reversible, Su8.
- 2006, Kodak Tri-X 7266, 200 ASA, b/n, reversible, Su8.
- 2008, Kodak Vision3 500T, 500 ASA, B, negativa, Su8.

A part d'aquestes emulsions, cal pensar que per al bloc soviètic va haver-hi emulsions fabricades a mans de la ucraïnesa Svema, de la txeca Foma i de les alemanyes Orwo i Turaphot. És important també el paper de la totpoderosa 3M, la qual va comprar durant els '60 la casa italiana Ferrania (Europa) i la Dynachrome (USA). I sota el nom d'aquestes dues cases fotogràfiques va treure pel·lícula per super-8.
Des dels anys '80 és molt important la tasca de terceres empreses (com l'americana Pro8mm), ja que es dediquen a retallar i encartutxar per al Super8 pel·lícules que són fabricades per formats grans com 16 o 35 mm. Gràcies a ells actualment els aficionats al Super8 disposen en el seu petit format de totes les emulsions de cinema existents, el que suposa un enorme ventall de possibilitats.

## Algunes càmeres de super-8
Per al format de super-8 es van fabricar milers de càmeres: des de les més senzilles a les més complexes. N'hi havia de tots els preus per adequar-se a cada tipus de client: els qui només volien tenir els seus records familiars filmats, i els qui aspiraven a convertir-se en cineastes i aquest modest format els permetia iniciar-se. L'aficionat que s'iniciava no tenia les mateixes possibilitats que un cineasta professional, ja que no tenia darrere un laboratori que pogués fer els efectes típics de cortinetes, sobreimpressions, forçar el revelat, etc. És per això, que les cases de càmeres per petit format van intentar posar a l'abast dels aficionats un munt de possibilitats. Les càmeres fabricades per super-8 són tècnicament més complexes i completes.
Alguns fites que ens van deixar són els que podeu veure a continuació, ordenats cronològicament.
- Beaulieu 2008 Automatic (1965), super-8, objectius intercanviables tipus C:

La casa francesa Beaulieu fabricar sempre càmeres de gamma alta. Mentre la casa Eastamann Kodak va treure les seves primeres càmeres amb la idea que el super-8 pogués estar a l'abast d'una majoria, la Beaulieu va fer honor a la seva tradició. Va aparèixer al mercat una joia que va ser la consecució de l'evolució de les càmeres per Doble 8. Aquesta càmera té la possibilitat de poder filmar amb sensibilitats que van dels 10 als 400 ASA.
- Pathé BTL/DS8 Professional (1965), Doble Super-8, torreta d'objectius intercanviables:

Una càmera realment bona, pensada per a un format que va ser llançat per als més exigents aficionats. Té una versió en la qual es poden posar carregadors de 120 m. L'obturador és de 160 graus i es pot tancar per sectors. Filmació cap endavant i cap enrere. Cadències: 8,16, 24, 32, 64, 80 fps.
- Elmo C300 Trifilmatic (1966), f/1.8 9–36 mm:

Única càmera preparada mitjançant un sistema de carregadors per poder filmar amb Doble 8, super-8, Single 8 i amb pel·lícula de Doble 8. Tota una fita japonesa en enginy, qualitat i prestacions.
- Bolex 150 Super (1967), f/1.9 8,5–30 mm:

Un revolucionari disseny de la casa Bolex, una de les més importants dedicada enterament al petit i mitjà format. La posició del cartutx trenca amb tot el fabricat. Bolex fabricar 4 models i la resta de la trentena que van treure sota el seu nom van ser realitzats per l'Eumig.
- Bauer C Royal sèrie (1969):

La casa Bauer irromp al mercat amb la sèrie "C Royal". Com a característica de la sèrie hi ha el fet que per primera vegada es pot fer un fos. Les càmeres estan dotades d'un mecanisme que permet rebobinar fins a 90 fotogrames.
- Agfa Microflex Sensor (1969), f/1.9 10–25 mm:

Agfa proposa una càmera compacta que cap al palmell de la mà. Apuntar i disparar oblidant-se de tota la resta. I el disseny, com en tots els productes Agfa, de luxe.
- Cànon DS8 Zoom (1970), Doble super-8, f/1.4 7.5–60 mm:

L'obturador és de 160 graus i es pot tancar per sectors. Filmació cap endavant i cap enrere. Cadències: 12, 18, 24, 36, 54 fps.
- Leicina Super (1970), super-8, f/1.9 8–64 mm:

Apareix la primera de les 4 cambres Leicina que la companyia alemanya Leitz de Wetzlar va treure. Són totes unes càmeres que fan honor de la reconeguda casa fotogràfica.
- VIC SP-1 Cinema 8 (1972), super-8, objectius intercanviables tipus C:

Cambra fabricada per la Mekele Engineering per a l'experimentació científica. Permet filmar des dels 10 fotogrames per segon fins als 250, en augments de tan sols un fotograma. Cap a 1980, va treure una altra càmera per al sistema Polavision però que permetia arribar fins als 300 quadres per segon.
- Kodak XL 10 (1973), super-8, f/1.2 9 mm:

Primera càmera dissenyada amb un obturardor major de 180 graus. Pensada com a complement de la nova pel·lícula Ektachrome 160 A que permetria l'aficionat realitzar millors preses d'interiors.
- Nalcom FTL 1000 (1973), super-8, f/1.8 6,5–65 mm:

Pel disseny trenca amb tot el que s'ha establert per al petit format. És una joia estèticament bonica. I a més compta amb un particular sistema d'objectius intercanviables. Es podia disposar d'un objectiu per acoblar a un microscopi.
- Nikon R 10 (1973), super-8, f/1.4 7–70 mm:

Considerada una de les millors càmeres. Sensibilitats: preparada per pel·lícula de 16-650 ASA. Cadències: 18, 24, 54 fps. Obturador variable, Fosos i sobreimpressions. Un disseny excepcional.
- Zenit Quarzo 1x8S 2 o Kinoflex (1974), super-8, f/1.8 9–38 mm

Cambra soviètica que va ser fabricada des de 1974 fins al 1993. Va ser fabricada per elmercado soviètic i els seus satèl·lits i per occident amb el nom de "Kinoflex".
- Kodak Ektasound 130 (1974), super-8, f/1.8 9 mm

Primera càmera capaç de recollir el so sobre la pista magnètica que recorre la vora de la pel·lícula. Eastman Kodak va proposar un cartutx de super-8 una mica més allargat, el qual conté una obertura perquè un capçal de so de tipus magnetic premi la pel·lícula. La càmera incloïa la presa per al micròfon i tota la circuiteria d'amplificació de senyal per gravar el so. Amb això, es va iniciar una nova era del super-8. I amb això s'oferia una alternativa a la tradicional gravació de so amb un magnetòfon sincronitzat amb la càmera.
- Fujica ZC 1000 (1975), Single 8, objectius intercanviables tipus C:

Es tracta de la millor càmera fabricada per al pas 8 mm. Com que és una càmera per al sistema de single 8, permet filmar cap endavant i cap enrere sense límit: fosos, sobreimpressions, efectes de marxa enrere. Sensibilitats: 25, 50, 100, 200, 400 ASA, Cadències: 12, 18 24, 36, 72 fps. Té un obturador de 160 graus variable. No és una càmera sonora, però té la possibilitat de sincronització amb un magnetòfon extern.
- Nitzar Professional (800 P) (1976), super-8, f/1.8 7–80 mm:

La casa alemanya Braun Ag va comprar la casa fabricant de material per a petit format Nitzar. Seguint les petjades esplendoroses d'aquesta firma, la Braun AG va posar al mercat un conjunt de molt bones càmeres. Moltes podrien ser citades. Llegeix totes les pel·lícules de 25-160 ASA. Cadències de 18, 24 i 54 fps. Està preparada per realitzar filmacions quadre a quadre en les pitjors condicions de llum.
- Bauer 715 XL microcomputadora (1979), super-8, f/1.4 6–90 mm:

És una de les millors càmeres fabricades per la casa Bauer. Aquesta fàbrica alemanya estava especialitzada en els petits formats. Aquesta càmera no llegeix l'Ektachrome64; està preparada com la majoria de les càmeres d'aquesta casa per llegir només dues sensibilitats de 40 i 160 ASA. A part del gran objectiu que té, té una gran lluminositat i obturador XL de 200 graus. Cadències: 9, 18, 24, 40 fps. Disparador automàtic, presa d'escenes automàtiques, sobreimpressions, fosos, sonora.
- Sankyo ES44 XL VAF (1979), super-8, f/1.2 8.5–34 mm:

Primera càmera de super-8 auto Focus.
Eumig Nautica (1979), super-8, f/1.9 9–30 mm
Apareix per primera vegada una càmera submergible que no necessita un escafandre o funda que la cobreixi. Un disseny robust, senzill i molt ben ideat. La segona càmera submergible que va aparèixer va ser la Llom Nereida, de la qual consta que es van fabricar 10 exemplars.
- Bell & Howell Modul System 45 (1980), super-8, f/1.2 8,5–35 mm:

La casa nord-americana Bell & Howell va ser tota una potència del petit i mitjà format. L'any 1980 va sorprendre amb aquesta càmera sonora de tipus modular. El client podia comprar la càmera i anar completant mitjançant mòduls que s'afegien a la càmera de tipus "clic-clac". Hi havia un mòdul per a fer-ne una Auto Focus, un altre per fer exposicions automàtiques i un altre per fosos d'imatge. És una càmera tipus XI amb obturador de 220 graus.
- Chinon 200/12 XL Pacific (1981), super-8, f/1.4 6–72 mm:

La companyia Chinon Indústries de Tòquio irromp amb una càmera de gamma alta. Aquesta casa va fabricar més de 100 càmeres diferents sota el seu nom i altres Tias per a altres marques. A part de ser una càmera XL i tenir una infinitat de possibilitats, era apta per a cartutxos de 60 metres.

## Alguns fabricants per super-8
Per als formats de pas estret, hi va haver una plèiade de fabricants que van treure un material que no té res a envejar als formats d'ús professional. Com ja s'ha indicat, les càmeres i projectors de super-8 tenien grans prestacions que els fabricats per 35 mm. Destaquem alugunos noms de cases comercials que van destacar.
- Agfa Gevaert, Morstel, Belgium. El 1964 es van unir dues grans companyies que fabricaven pel·lícula fotogràfica: l'alemanya Agfa i la belga Gevaert, donant lloc a un conglomerat industrial important. Per super-8 fabricar pel·lícula, càmeres, projectors, etc.
- Eugen Bauer, Alemanya. Fundada el 1905, va passar a mitjans dels anys 60 a mans de la Robert Bosch Elektronik. Fabricar una ingent quantitat de càmeres i projectors de qualitat excel·lent. Dedicada al petit format
- Marcel Beaulieu, França. Gran casa comercial dedicada a la fabricació de càmeres per petit format. El material que va fabricar és llegendari.
- Bell & Howell, EUA La gran casa americana dedicada al format subestàndard. Ingent és la quantitat de projectors i càmeres que va fabricar. Va fer innovacions com el primer sistema Auto Focus o la primera càmera de super-8 amb magnetòfon extern acoblat.

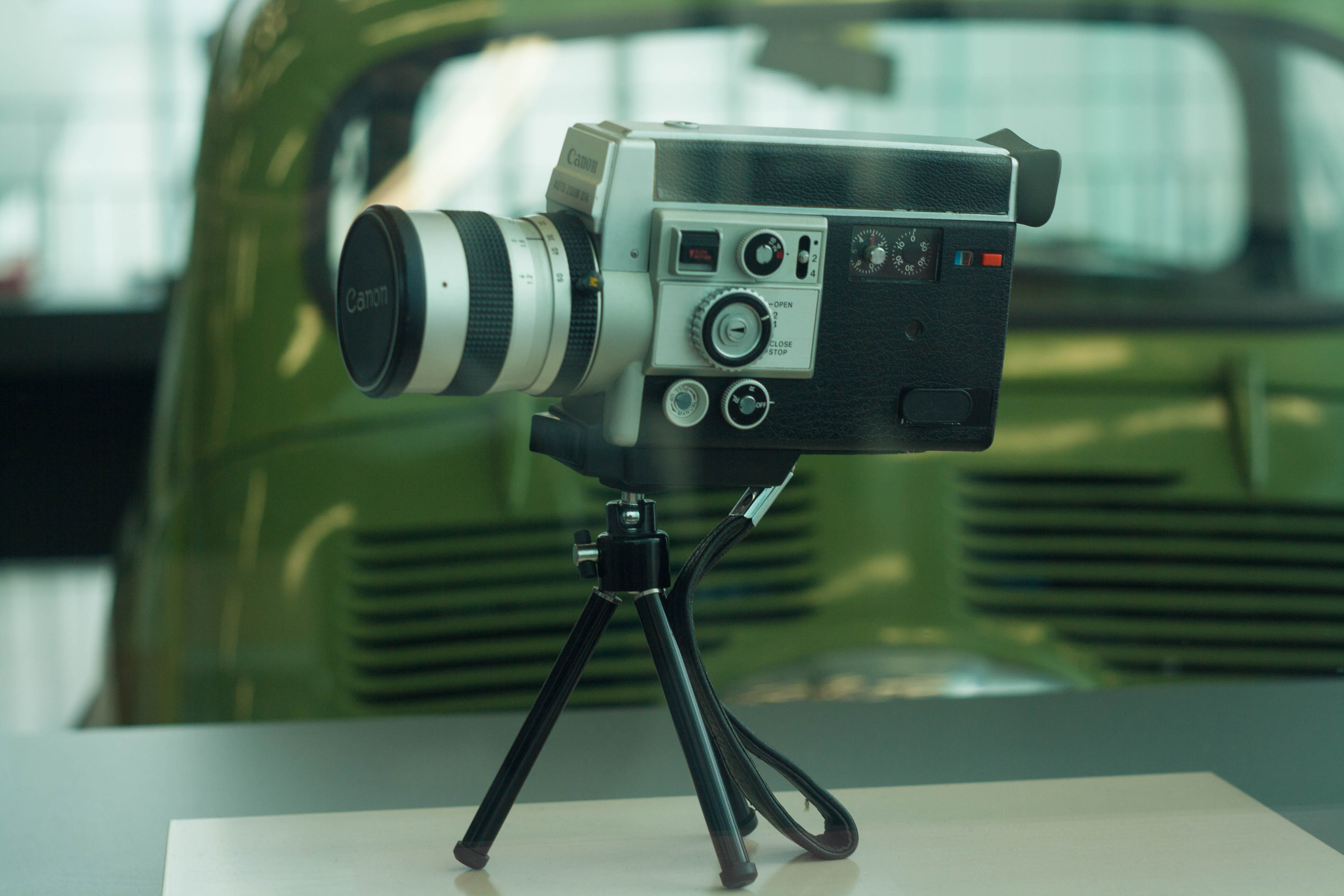
Càmera Canon

- Càmera CanonBolex Internacional, la gran companyia Suïssa del petit format. Després d'un inici en el super-8, amb la càmera llegendària Bolex 155, claudicar i es va fer fabricar les càmeres per la companyia alemanya Eumig.
- Cànon, Japó. Què dir d'aquesta companyia? Tot excel·lent, fora d'algunes càmeres manufacturades a Taiwan. Pel que fa a projectors, molt corrent.
- Chinon Industries, Japó. Un dels grans fabricants japonesos de càmeres per super-8. A més de fabricar sota la seva marca, va fabricar per a moltes altres marques.
- Cosin, Japó. Excel·lent companyia fabricant de càmeres.
- Elmo, Japó. El gran fabricant japonès de càmeres i projectors, quant a qualitat. Va fer innovacions constants. Llegendària és l'Elm C300.
- Eumig, Àustria. La gran companyia, al costat de la Bauer, fabricant de maquinària per al petit format. Un bon elenc de Tomavistas i projectors.
- Fuji Photo Film, Japó. Reinventora del super-8, al que va anomenar Single 8. Competidora del sistema de Kodak, fabricar Tomavistas senzills i sòlids. I de les seves mans va sortir la que és considerada la millor màquina de prendre imatges per al pas 8 mm: la Fujica ZC 1000.
- Eastmann Kodak, Nova York, EUA Les innovacions més importants van venir d'aquesta casa fabricant de pel·lícula. Pel que fa a càmeres i projectors, que són molts els que va fabricar a Rochester, destaquem que el seu objectiu era lloc en la difusió del format. No va fabricar cap aparell de qualitat, fora que aquests s'incorporaran tots els avenços que la casa aportava.
- Super8Sound, Cambridge, Usa. Bob Doyle, el seu fundador, a principis dels '70 va adaptar magnetòfons de gamma alta per a la gravació de so en sincronia amb una càmera. Va crear un nou estàndard de so sincronitzat a l'existent. Va bolcar la seva empresa perquè el super-8 fos un format professional. I a finals dels '70, aquesta empresa va ser la primera a oferir pel·lícula negativa.

## Ús

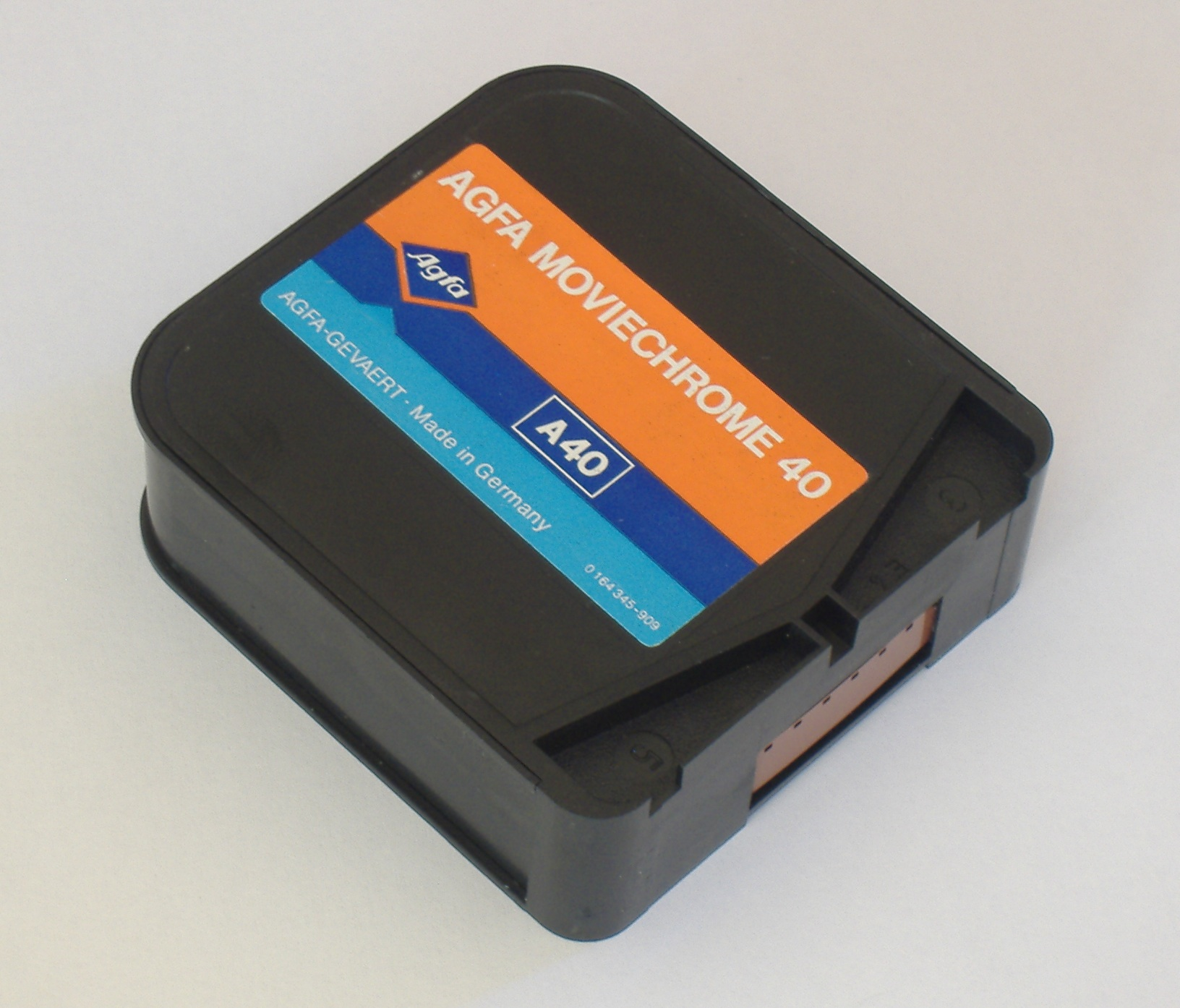
Cartutx mut de super-8

Per a la majoria d'usuaris, la pel·lícula per filmar era adquirida en cartutxos amb pel·lícula de 15 metres de longitud que s'insereixen en les càmeres, també anomenades Tomavistas. La pel·lícula estàndard era de 40 ASA i equilibrada per llum interior. En finalitzar la pel·lícula del cartutx, aquesta s'ha de revelar en un laboratori. Fins que es va deixar de fabricar la Kodachrome 40A el 2004, el preu de venda dels cartutxos incloïa el revelat. La pel·lícula és de tipus invertible, el que significa que la pel·lícula del cartutx és la que et revelen i et tornen. Per qüestions de cost, no va existir la possibilitat de filmar amb pel·lícula negativa i després positivar. Un cop revelada la pel·lícula se subministrava en una bobina, a punt per utilitzar en el projector.
El super-8 requereix més llum que el vídeo actual per filmar. Encara que no disposa de la instantaneïtat dels sistemes de videogravació, el super-8 té una estructura singular de presa d'imatges.
Per als aficionats al vídeo, és interessant dedicar un temps al super-8. El valor monetari de 3 minuts de pel·lícula (un cartutx de 15 m) és molt superior al del vídeo. Però és per això que la filmació en super-8 es fa ideal per als que volen aprendre a tenir estructures mentals clares de presa d'imatges. Al super-8 cal saber què vols fer abans de filmar, perquè no hi ha marxa enrere, ja que quan la llum toca el material sensible aquest queda ja filmat. No val captar imatges per captar per veure què s'aprofita. Primer és la idea clara i després la filmació, per no desaprofitar el material.

## Efectes especials

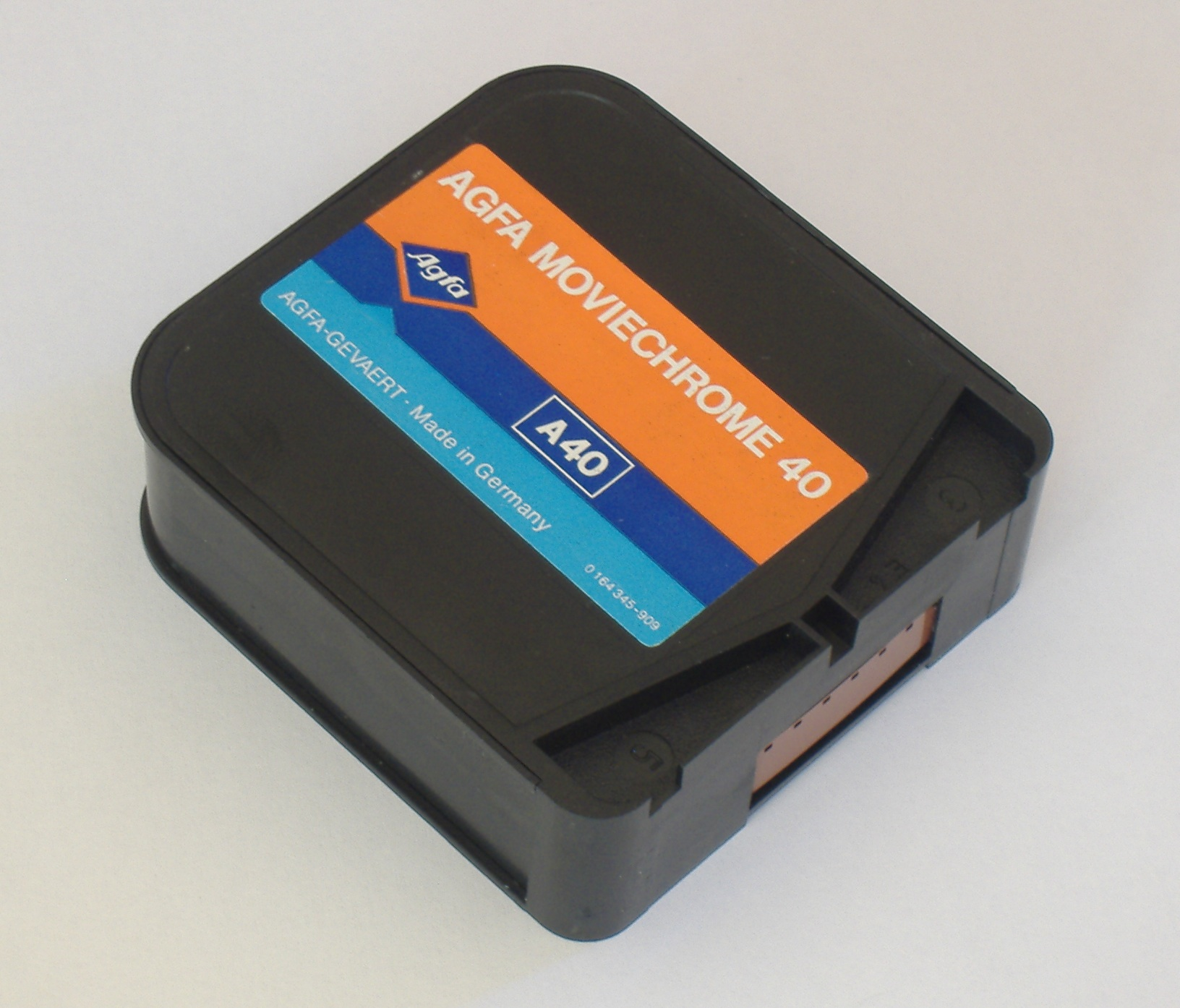
Cartutx mut de super-8

Malgrat cal tenir en compte que aquesta és una opció molt senzilla a l'hora de filmar, és cert que ofereix més possibilitats de les que sembla, sempre dins d'un ús domèstic per aficionats.
El super-8 permet crear certs efectes especials bàsics, com ara clonar un personaje en escena o crear la il·lusió d'estar travessant una paret. Per a dur a terme aquests efectes, és necessari, en primer lloc, disposar d'un equip tècnic adient: d'una banda, una càmera de marxa enrere il·limitada i amb un visor que permeti observar correctament l'enquadrament realitzat. D'altra banda, una il·luminació força plana, sense zones del pla més il·luminades que les altres. Un cop complertes aquestes condicions, el mètode és senzill: es manté la càmera fixa, subjecta a un trípode o qualsevol altre suport que ens garanteixi que no patirà ni el més mínim moviment indesitjat, i es duen a terme dues exposicions. A continuació es col·loca una màscara que tapi la meitat de l'objectiu. D'aquesta manera la pantalla queda "dividida" per la meitat (ja sigui de manera vertical o horitzontal), cosa que ens permet filmar només una meitat de l'enquadrament. Després, es filma l'altra meitat, tapant amb la màscara la part que anteriorment s'havia deixat destapada i, finalment, ambdues versions es sobreposen.
Així, si es filma un personatge situat a la banda dreta de la pantalla, i posteriorment es filma una segona pressa on el personatge es troba a l'esquerra, es crea la il·lusió que hi ha dos personatges idèntics, perquè es visualitzen les dues presses alhora, sobreposades. Aquest mètode s'anomena "doble exposició". Si les condicions d'il·luminació són les correctes (és a dir, si tot el pla està igualment il·luminat), aquest procediment presenta moltes possibilitats.
Una altra opció que permet el super-8 és la creació d'efectes mitjançant prismes i miralls. Aquests permeten corregir certs aspectes de l'il·luminació amb un baix pressupost (per exemple, si hi ha un espai massa ombrejat, o si es desitja projectar un feix de llum cap a una direcció molt concreta) però també poden servir per a fer que surti en escena un personatge que estava fora de camp, o per jugar amb la profunditat. Inclús serveix, en el cas de les càmeres sense visor, per a supervisar l'enquadrament. El mirall és un molt bon recurs en aquest tipus de filmacions tan bàsiques, ja que permet la creació d'imatges a partir d'imatges. És a dir, un cop triat l'enquadrament original, permet duplicar-lo o triplicar-lo, si es compta amb un mirall de les dimensions adequades.
Pel que fa als prismes, es tracta de peces tallades de vidre, molt utilitzades en la construcció de càmeres i altres aparells fotogràfics. La seva funció consisteix principalment en reflectir la imatge captada cap al visor de la càmera rèflex, fent que aquests feixos lluminosos facin recorreguts complexos, que dependran del tipus de prisma emprat. Aquests, col·locats de determinada manera davant de l'objectiu, poden provocar un espectacular efecte de calidoscopi. Però això no és tot: l'ús dels prismes permet la possibilitat de dividir una imatge inicial en múltiples imatges idèntiques, que, a més, poden girar sobre elles mateixes o al voltant d'un punt central. És possible, també, una imatge central fixa, al voltant de la qual tenen lloc les altres en un moviment circular, mitjançant un prista triangular de tres facetes longitudinals i paral·leles. És el que es coneix com a "prismes multiplicadors". Normalment, els més emprats han estat sempre aquells de dos o tres facetes, perquè un excés d'aquestes pot generar imatges massa complexes i abstractes. Per aquest mateix motiu, és molt comú veure aquest efecte amb plans gens recarregats, composts a partir d'un fons neutre. A més, a aquests prismes és possible afegir-hi una sèrie de filtres de diversos colors a base de papers molt fins que permetin veure a través.